# 小象足球會
小象足球會（英語：Young Elephants Football Club）是一支位於老撾首都萬象的職業足球會，該會目前參加老撾超級足球聯賽。小象足球會由新加坡商人Jason Lim所擁有，他在2018年收購這家俱樂部，同時被委任為俱樂部主席。俱樂部已經贏得兩個老撾超級足球聯賽冠軍和一個老撾足協盃冠軍。

## 榮譽
- 老撾超級足球聯賽:
  - 冠軍 (2): 2022, 2023

- 老撾足協盃:
  - 冠軍 (2): 2020, 2022

## 亞洲賽成績
| 賽季    | 賽事       | 階段   | 俱樂部   | 主場 | 客場 | 總比分 |
| ------- | ---------- | ------ | -------- | ---- | ---- | ------ |
| 2022    | 亞洲足協盃 | 分組賽 | 越南電信 | 1–5  | 1–5  | 4th    |
| 2022    | 亞洲足協盃 | 分組賽 | 後港聯   | 1–3  | 1–3  |        |
| 2022    | 亞洲足協盃 | 分組賽 | 金邊皇冠 | 2–4  | 2–4  |        |
| 2023–24 | 亞洲足協盃 | 分組賽 | 金邊皇冠 | 0–3  | 0–3  | 不適用 |

## 外部連結
- 老撾聯賽官方網站上的小象足球會資料 （页面存档备份，存于）
- Eleven Sports 小象隊 （页面存档备份，存于）
- 2019年《十一體育》上的小象隊Vannasone Doaungmaity訪問 （页面存档备份，存于）